# Piscina Molitor
La piscina Molitor (también conocida como Piscines Auteuil-Molitor o los Grands Etablissements balnéaires d'Auteuil) es un complejo de piscinas abandonadas en la Porte Molitor, distrito XVI de París, Île-de-France, París, Francia. El complejo está situado al lado del Bois de Boulogne, el Stade Roland Garros y el parque de los Príncipes. El complejo fue construido en 1929 e inaugurado por Aileen Riggin y el nadador olímpico Johnny Weissmuller. La piscina es famosa por su diseño art déco y por haber sido elegida por Louis Reard como lugar de presentación del bikini el 5 de julio de 1946. La piscina fue clasificada como monumento histórico en Francia el 27 de marzo de 1990, después de que fuera abandonada y cerrada en 1989.

## Reurbanización
En agosto de 2007, el alcalde de París comenzó a aceptar solicitudes para la renovación de la Piscine Molitor. El 20 de noviembre de 2007 se anunció que tres grupos diferentes competían por el papel de renovación del complejo de piscinas, Colony Capital, ICADE y GTM Construction. El alcalde, Bertrand Delanoë, pidió la reactivación del complejo sin gastar dinero de los contribuyentes. El 30 de octubre de 2008, Delanoë anunció que el grupo Colony Capital-Accor-Bouygues había sido elegido para el proyecto, con los arquitectos Jacques Rougerie, Alain Derbesse y Alain-Charles Perrot a cargo. El grupo había planeado la reapertura del complejo en 2012, pero finalmente se inauguró el 19 de mayo de 2014. El proyecto de 64,8 millones de euros alquila la propiedad durante 54 años e incluye un hotel de 4 estrellas, un centro de salud y un centro médico, como así como tiendas, restaurantes y estacionamiento.